# Odonaspis stipagrostis
Odonaspis stipagrostis är en insektsart som beskrevs av Ben-dov 1988. Odonaspis stipagrostis ingår i släktet Odonaspis och familjen pansarsköldlöss. Inga underarter finns listade i Catalogue of Life.